# Astartea fascicularis
Astartea fascicularis es una especie de arbusto perteneciente a la familia Myrtaceae. Es originaria del sudoeste de Western Australia.

## Descripción
Es un arbusto erecto que alcanza los tres o cinco metros de altura, con flores blancas y rosadas que aparecen a lo largo del año. Se encuentra en hábitats en el que el invierno es  húmedo y se encuentra con frecuencia en afloramientos de granito.

## Taxonomía
Astartea fascicularis fue descrita por (Labill.) DC. y publicado en Prodromus Systematis Naturalis Regni Vegetabilis 3: 210. 1828.
Etimología
Astartea: nombre genérico que deriva de Astarté, diosa Siria identificada con la diosa Venus, de hecho estas plantas eran dedicadas a Venus.
fascicularis: epíteto latino que significa "con bandas".
Sinonimia
- Melaleuca fascicularis Labill., Nov. Holl. Pl. 2: 29 (1806).
- Baeckea fascicularis (Labill.) Nied. in H.G.A.Engler & K.A.E.Prantl, Nat. Pflanzenfam. 3(7): 99 (1892).
- Astartea aspera Schauer, Linnaea 17: 242 (1843).
- Astartea leptophylla Schauer, Linnaea 17: 242 (1843).
- Astartea scoparia Schauer, Linnaea 17: 242 (1843).
- Astartea corniculata Schauer in J.G.C.Lehmann, Pl. Preiss. 1: 113 (1844).
- Astartea muricata Turcz., Bull. Cl. Phys.-Math. Acad. Imp. Sci. Saint-Pétersbourg 10: 334 (1852).
- Astartea fascicularis var. brachyphylla Domin, Vestn. Král. Ceské Spolecn. Nauk, Tr. Mat.-Prír. 2(2): 84 (1923).[3]